# Erosion (Medizin)

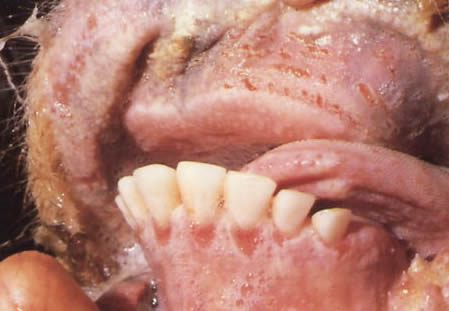
Erosionen der Maulschleimhaut bei Rinderpest

Als Erosion (von lateinisch erosio) bezeichnet man in der Medizin eine sekundäre Haut- oder Schleimhautveränderung (Effloreszenz), die durch einen Verlust der Epidermis (Oberhaut) bzw. bei Schleimhäuten des Epithels bei intakter Dermis (Lederhaut) bzw. Schleimhaut-Eigenschicht gekennzeichnet ist. Da die Lederhaut/Eigenschicht unverletzt bleibt, ist der Boden einer Erosion nicht blutend, kann aber nässend sein. Erosionen heilen, im Gegensatz zum tiefer reichenden Defekt bei einem Geschwür (Ulcus), immer ohne Narbenbildung ab.
Erosionen können aus Pusteln und Bläschen entstehen. Sie kommen auch bei bestimmten Autoimmunerkrankungen der Haut vor, die mit einer Ablösung der Epidermis einhergehen (z. B. Pemphigus vulgaris), an der Schleimhaut z. B. als erosive Gastritis.
Der Begriff wird auch als Knochenerosion – oft gleichbedeutend mit Usur – beispielsweise in der Rheumatologie und Radiologie für (entzündlich bedingte) Unterbrechungen und/oder Zerstörungen der Knochen-Knorpelkontur im Gelenk oder gelenknahe verwendet.